# Aina Erlander
Aina Erlander, född Andersson den 28 september 1902 i Lund, död 24 februari 1990 i Stockholm, var en svensk adjunkt. Hon var gift med Tage Erlander från 1930 till dennes död i juni 1985 samt mor till Bo och Sven Erlander.

## Biografi
Aina Erlander var dotter till Axel Andersson (1875–1959) och Hilda Maria, född Malmström (1877–1955). Fadern var kvarnägare, fabrikör och aktiv högerman. Efter flickskola och gymnasium studerade hon vid Lunds universitet, där hon blev fil. mag. i matematik, fysik och kemi. År 1923 träffade hon Tage Erlander, som också studerade vid Lunds universitet, och de gifte sig 1930. Paret fick två barn tillsammans. När Tage Erlander blev Sveriges statsminister i oktober 1946 arbetade Aina Erlander som adjunkt på Södra flickläroverket i Stockholm.
Aina Erlander hade omfattande engagemang. Hon var till exempel styrelsemedlem i organisationen Rädda Barnen och reste 1949 i den egenskapen runt i det av andra världskriget drabbade dåvarande Västtyskland. Hon besökte 1954 Nederländerna, som 1953 hade  drabbats av svåra översvämningar. Hon blev vald till ordförande i organisationen Unga Örnar 1957, en post hon sedan innehade i nio år. Efter att Tage Erlander avlidit 1985 sorterade och renskrev hon de anteckningar han lämnat efter sig.

### Fotnoter
1. ↑  Peter Nilsson (10 juni 2016). ”Under Erlanders tid byggdes välfärdssamhället upp”. Nya Wermlandstidningen. Arkiverad från originalet den 4 november 2016. https://web.archive.org/web/20161104075234/http://nwt.se/munkfors/2015/06/10/under-erlanders-tid-byggdes. Läst 3 november 2016.
2. ↑  https://www.geni.com/people/Aina-Erlander/6000000004557349151